# M16地雷
M16地雷は、アメリカ合衆国で開発された対人地雷。

## 概要
いわゆる跳躍地雷（空中炸裂型地雷）の一種であり、地雷を踏むか、地雷から張られた罠線（トリップワイヤー）に引っかかることで起動し、少量の爆薬により地中から飛び出したあと、主爆薬により炸裂する。その作動形態から、「バウンシング・ベティ」（Bouncing Betty）や「ジャンピング・ジャック」（Jumping Jack）との俗称がある。
形状は直径103ミリ、高さ203ミリの筒型で、円筒状の鋼鉄製外殻の内側に円柱状の鋳鉄製弾体が収められている。通常、外殻は緑色で塗装され、黄色で形式名等が表記されている。また付属品として、長さ12メートルの罠線4本（2本は緑色、2本は砂色）とレンチが同梱されている。
地雷の設置は手作業で行われる。まず地雷上部にM605複合信管を取り付け、次に地面に埋設、罠線の構築や地雷の偽装を終えた後、頂部にある安全ピンを抜くという手順である。
M605複合信管は、罠線取付リングが引っ張られるか、頂部の触針に圧力がかかることで起動する。起動させた者の足が地雷から離れるようわずかに猶予を置いたのち、弾体底部にある4.5グラムの跳躍用火薬が点火して外殻から弾体が打ち上げられ、約1メートルの高さで主爆薬に点火して炸裂する。飛散する鋳鉄製弾体の破片により、10メートル以上の致死半径と、32メートルの殺傷半径を有している。
地雷の探知自体は容易で、地雷そのものには除去を妨害する機構もないが、ベトナム戦争では除去防止のため地雷の下にM26手榴弾を取り付けた例があった。信管を取り外すことはできるが、本体に起爆装置が内蔵されているため、完全に無力化することはできない。
ギリシャ、インド、韓国でも製造された。アンゴラ、カンボジア、キューバ、キプロス、エリトリア、エチオピア、韓国、マラウイ、ソマリア、ザンビアで使用されている。

## 派生型
- M16 - 原型。中央部に信管があり、内部に2つの起爆装置を持つ[1]。
- M16A1 - 改良型。起爆装置などが再設計されているが、基本構造はM16と大きく変わらない[1]。
- M16A2 - 改良型。信管の位置がずらされ、起爆装置が1つに変更された[1]。これにより本体が大幅に軽量化し、炸薬量もやや増加している[1]。